# Anna Coenen
Anna Coenen (7 de octubre de 1978) es una deportista alemana que compitió en remo. Ganó una medalla de bronce en el Campeonato Mundial de Remo de 1997, en la prueba de cuatro sin timonel.

## Palmarés internacional
| Campeonato Mundial | Campeonato Mundial     | Campeonato Mundial | Campeonato Mundial |
| Año                | Lugar                  | Medalla            | Prueba             |
| ------------------ | ---------------------- | ------------------ | ------------------ |
| 1997               | Aiguebelette (Francia) | Medalla de bronce  | Cuatro sin timonel |